# Station Newcastle
Newcastle is een spoorwegstation van National Rail aan de East Coast Main Line in Newcastle upon Tyne in Engeland. Het station is eigendom van Network Rail en wordt beheerd door London North Eastern Railway. Het station is Grade I listed.

## Afbeeldingen

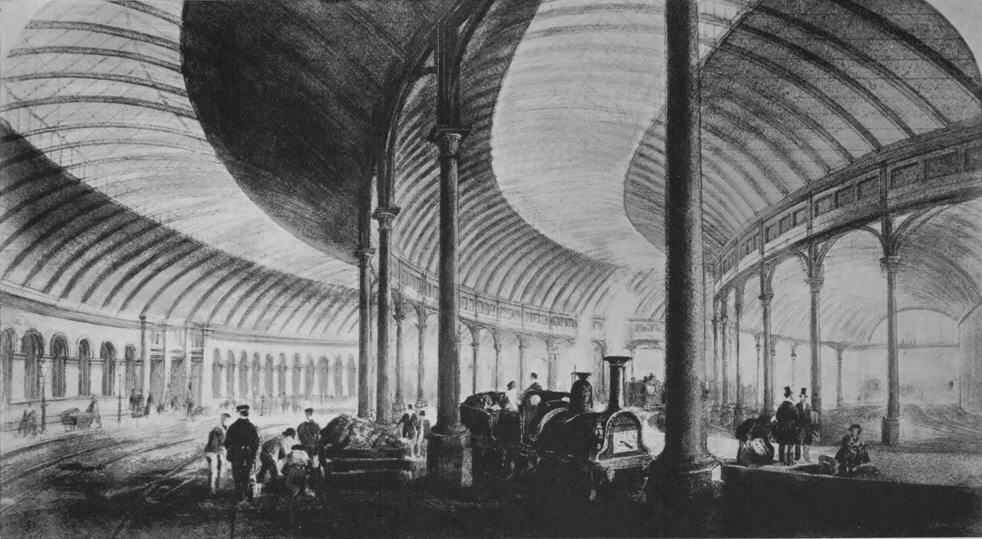
Stationskap ten tijde van de opening
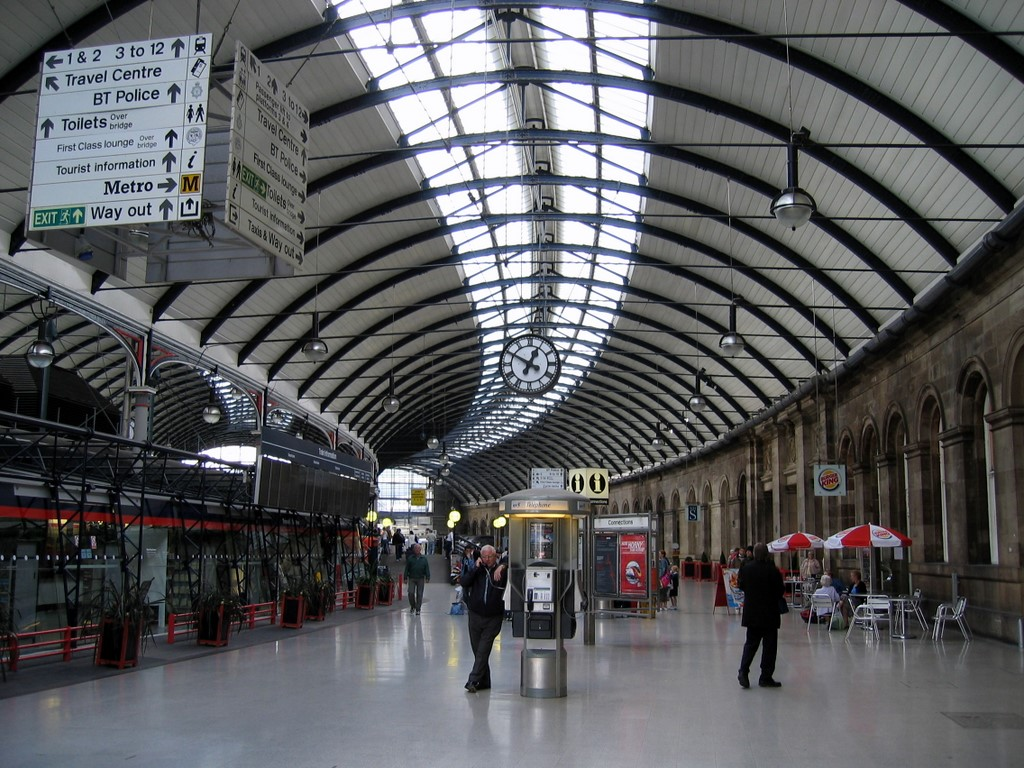
Stationskap, 2003
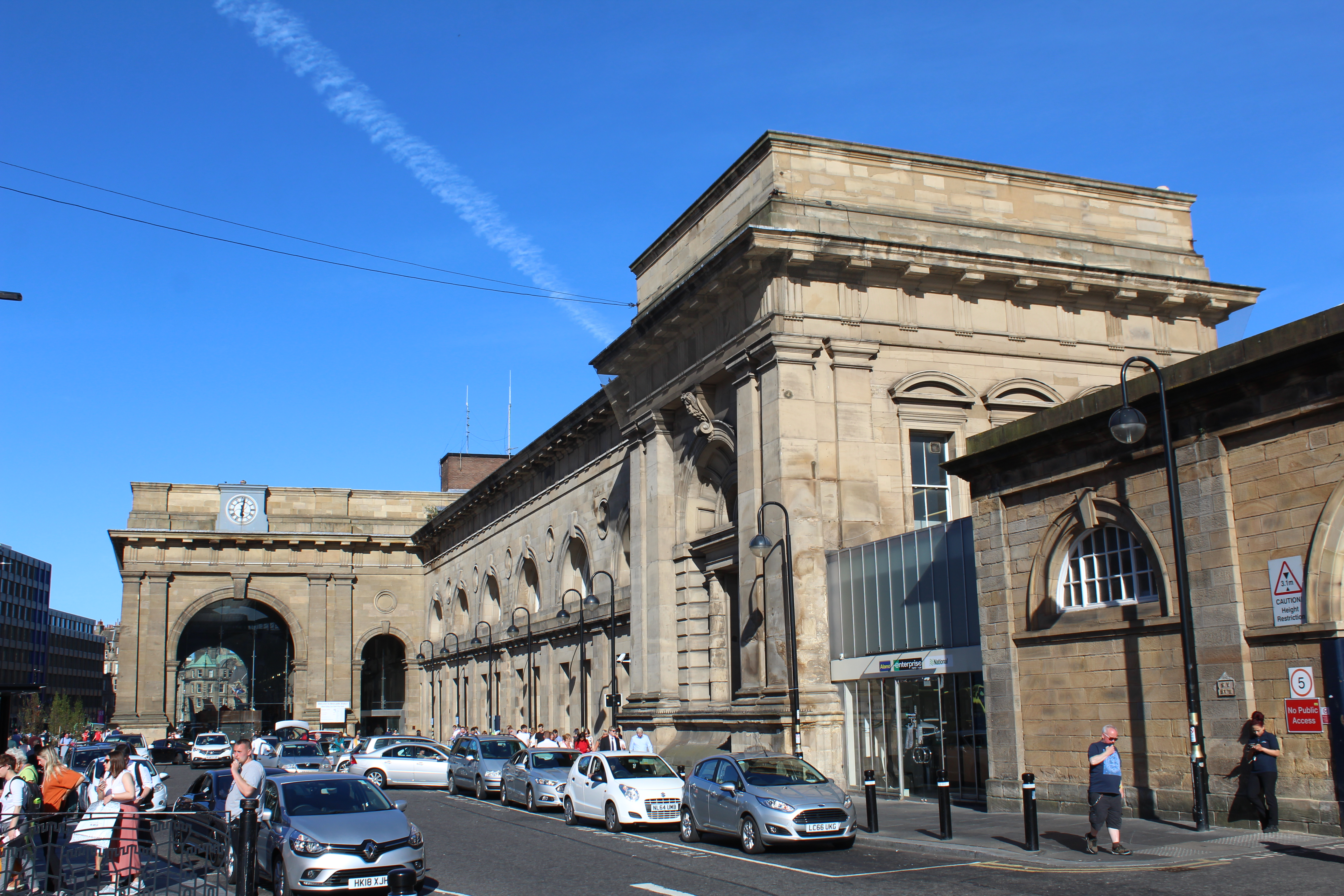
Exterieur, 2018